# 乌霍夫斯基市镇
乌霍夫斯基市镇（俄语：Уховское муниципальное образование）是俄罗斯联邦伊尔库茨克州奎屯区所属的一个市镇。其下辖有个居民点，行政中心为乌霍夫斯基。据2016年统计，该市镇的人口为1082人。